# روثا قرميدية
الروثا القرميدية أو الجل  (باللاتينية: Salsola imbricata) نوع نباتي يتبع جنس الروثا من الفصيلة القطيفية. هي من النباتات ذات الأهمية الرعوية.

## الموئل والانتشار
يمتد موطنها من المغرب العربي إلى المشرق العربي مرورا بوادي النيل.